# Follikuluszstimuláló hormon

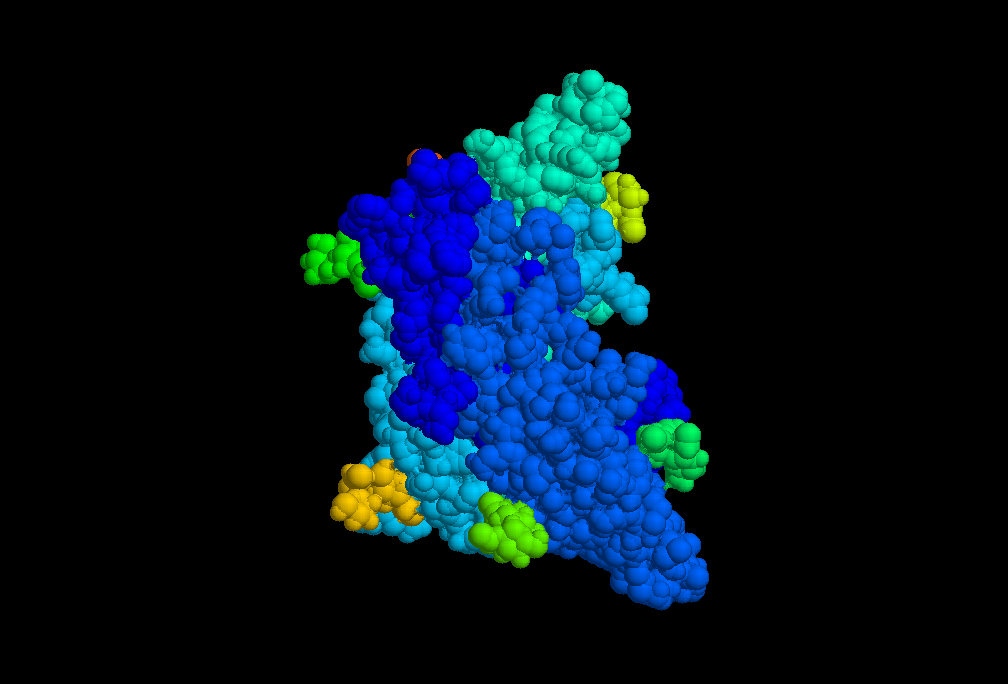
FSH szerkezete

A follikuluszstimuláló hormon (FSH, tüszőérlelő hormon) egy hormon, amely az emberben és magasabbrendű állatokban van jelen. Az agyalapi mirigy (hipofízis) elülső lebenyének gonadotrop sejtjei termelik, ezért gonadotrop hormonnak (gonadotropin) nevezik. A luteinizáló hormonnal (LH) együtt (amely a szintén itt termelődő másik gonadotropin), szoros együtthatásban, fontos szerepe van a nemi hormonok termelődésében és a csírasejtek érésében. Az emberi test növekedésében és fejlődésében is szerepet játszik. 

## Szerkezete
Az FSH egy glikoprotein. Az egyes monomer egységei fehérjemolekulák, és egy cukorrész kapcsolódik hozzájuk. Szerkezete hasonló az LH, a TSH és a HCG hormonokéhoz.

## Hatásai
A tüszőérlelő hormon férfiakban és nőkben egyaránt a csírasejtek érését szabályozza.

## Fordítás
- Ez a szócikk részben vagy egészben  a   Follicle-stimulating hormone című angol Wikipédia-szócikk fordításán alapul.  Az eredeti cikk szerkesztőit annak laptörténete sorolja fel. Ez a jelzés csupán a megfogalmazás eredetét és a szerzői jogokat jelzi, nem szolgál a cikkben szereplő információk forrásmegjelöléseként.